# Piotr Grzybowski (szlachcic)
Piotr Grzybowski – polski szlachcic, przywódca powstania chłopów w Wielkopolsce w roku 1651.
Wraz z grupą agitatorów działał w 1650 na terenie województw poznańskiego i kaliskiego, głównie w okolicach Lądu nad Wartą, w celu wywołania powstania chłopskiego. Z powodu aresztowania jednego z głównych organizatorów o nazwisku Kołakowski, powstanie wybuchło przedwcześnie. Chłopskie oddziały dowodzone przez Grzybowskiego były słabo uzbrojone i szybko zostały rozbite przez prywatne wojska biskupów  w sile 500 żołnierzy kierowanych przez opata Jana Zapolskiego. Dalsze losy Piotra Grzybowskiego po powstaniu pozostają nieznane.